# Ulloriaq
Ulloriaq er en nanosatellit der skal overvåge skibs- og flytrafikken i Forsvarets ansvarsområde i Arktis. Det er Forsvarets første satellit, og den forventes at blive opsendt i slutningen af 2017. Den 10. juni 2016 indgik Forsvarsministeriets Materiel- og Indkøbsstyrelse et samarbejde med Danmarks Tekniske Universitet og rumfartsvirksomheden GomSpace om udviklingen og opsendelsen af satellitten, som er et led i et arktisk overvågningsforsøg. Den vil kredse om jorden i en bane på mellem 700 og 800 km over jorden, og den vil overflyve området hver 90. minut.
Navnet Ulloriaq er grønlandsk og betyder stjerne.

## Tekniske data[1]
- Længde, 30 cm
- Bredde, 20 cm
- Dybde,  10 cm
- 3 radiomodtagere der modtager positionsmeddelelser.